# Fascellina rectimarginata
Fascellina rectimarginata är en fjärilsart som beskrevs av W. Warren 1894. Fascellina rectimarginata ingår i släktet Fascellina och familjen mätare. Inga underarter finns listade i Catalogue of Life.